# ياكوب تاوبس
ياكوب تاويس (بالألمانية: Jacob Taubes)‏ (و. 1923 – 1987 م) هو فيلسوف، وعالم اجتماع، وأستاذ جامعي، وحاخام نمساوي، ولد في فيينا، توفي في برلين، عن عمر يناهز 64 عاماً، بسبب سرطان.